# Lira (moneda)

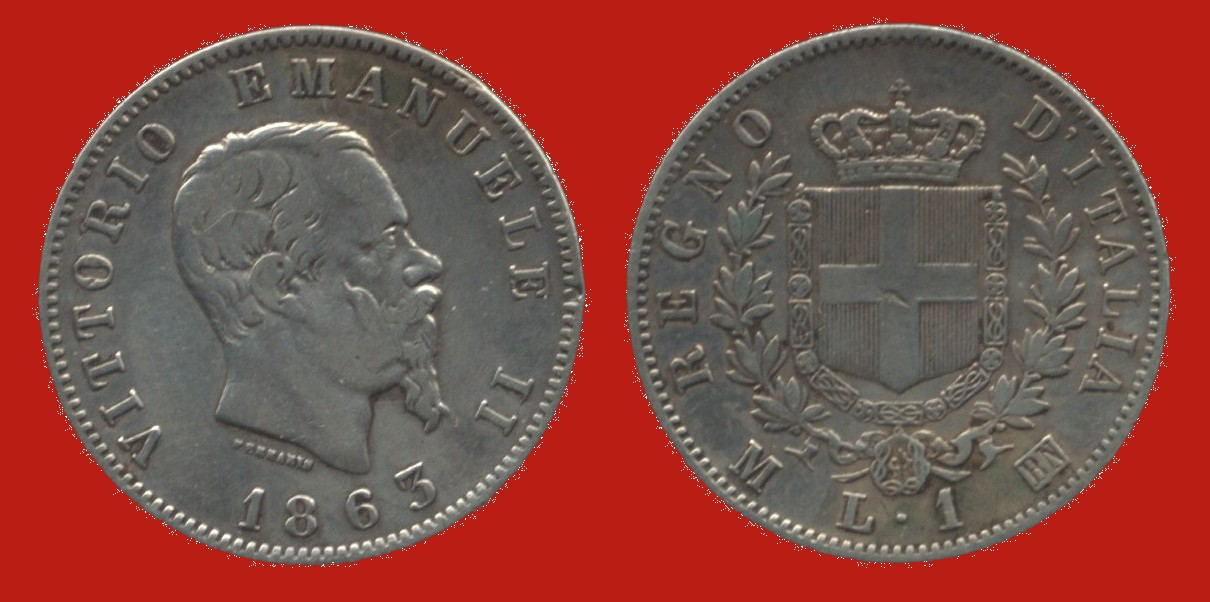
Víctor Manuel II: 1 lira italiana del 1863

La lira és la unitat monetària de Turquia, el Líban i Síria, i també fou l'antiga moneda d'Itàlia, San Marino i el Vaticà, i de Malta i Xipre.
El nom prové del valor d'una lliura de pes, de plata de gran puresa, originària de Troia, a través del llatí libra; per tant, té el mateix origen que la lliura, moneda de diversos països com ara la Gran Bretanya. El símbol de la lira és L, de vegades escrit també ₤.

## Lires amb valor legal actualment

### Turquia
La lira turca (o lliura turca) s'hi va introduir a mitjan dècada del 1870. La nova lira turca, que equival a un milió de les antigues, és la unitat monetària actual de Turquia, emesa l'1 de gener del 2005.

### Líban/Síria
Semblantment al que passava amb la lliura xipriota, també la lliura libanesa i la lliura síria s'anomenen "lira" en la llengua dels dos països, l'àrab.

## Lires sense valor legal actualment

### Itàlia

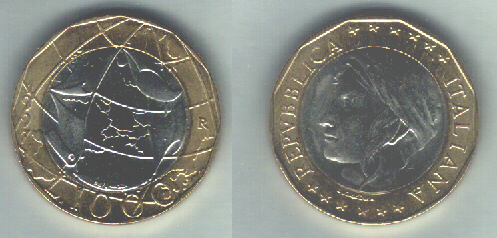
1.000 lires italianes del 1997

Segurament la més coneguda de les lires, la lira italiana fou la unitat monetària oficial d'Itàlia fins a l'1 de gener del 1999, quan fou substituïda per l'euro (tot i que els bitllets i monedes d'euro no s'hi van introduir fins al 2002). Les antigues lires van deixar de tenir valor legal el 28 de febrer del 2002. La taxa de conversió fou de 1.936,27 lires per euro.

### Ciutat del Vaticà
La lira vaticana fou la unitat monetària oficial de l'estat de la Ciutat del Vaticà. Segons un concordat signat amb Itàlia, el seu valor era el mateix de la lira italiana. Els bitllets i monedes italians eren de curs legal a tot el Vaticà. A Roma es van encunyar monedes específiques per a la Ciutat del Vaticà que tenien valor legal també a Itàlia i a San Marino.
El Vaticà ha fet el canvi a l'euro igual que Itàlia. Tal com passava amb les antigues lires vaticanes, la Ciutat del Vaticà emet les seves pròpies monedes d'euro, molt apreciades pels col·leccionistes numismàtics.

### San Marino

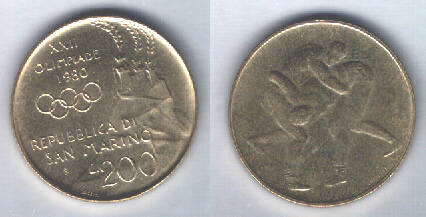
200 lires de San Marino del 1980

La lira de San Marino fou la unitat monetària oficial de la república de San Marino. El seu valor era el mateix de la lira italiana. Els bitllets i monedes italians eren de curs legal a San Marino, però a Roma es van encunyar monedes específiques per a San Marino que tenien valor legal també a Itàlia i al Vaticà.
San Marino ha fet el canvi a l'euro igual que Itàlia. Tal com passava amb les antigues lires santmarineses, San Marino emet les seves pròpies monedes d'euro, molt apreciades pels col·leccionistes numismàtics.

### República de Malta
La lira maltesa (o lliura maltesa), coneguda en maltès com a Lira Maltija, fou la unitat monetària de Malta fins a la seva substitució definitiva per l'euro a començament del 2008. La taxa de conversió fou de 0,429300 euros per lira.

### Xipre
La lliura xipriota també fou anomenada "lira" tant en grec com en turc, les llengües locals de l'illa, i fou la unitat monetària de Xipre fins a la seva substitució definitiva per l'euro a començament del 2008. La taxa de conversió fou de 0,585274 euros per lira.